# Himnòdia
L'himnòdia (del grec hymnōdía) o himnografia és un estil de cant, principalment d'himnes. És una repetició estròfica de melodies depenent del text per a la seva estructuració. La himnòdia es va desenvolupar, possiblement, a partir de la salmòdia, i s'ha convertit en una forma típica el cant comunitari cristià.